# Goševo (miasto Novi Pazar)
Goševo (cyr. Гошево) – wieś w Serbii, w okręgu raskim, w mieście Novi Pazar. W 2011 roku liczyła 30 mieszkańców.